# Maathodaa
Maathodaa is een van de bewoonde eilanden van het Gaafu Dhaalu-atol behorende tot de Maldiven.

## Demografie
Maathodaa telt (stand september 2006) 437 vrouwen en 449 mannen.